# مخطط الذكاء البشري
يقدم المخطط التالي نظرة عامة ودليلاً موضوعيًا إلى الذكاء البشري:
الذكاء البشري - في البشر، هو القدرات العقلية المتعلقة بالتعلم والفهم والتفكير، وتتضمن القدرة على استيعاب الأفكار والتخطيط وحل المشكلات واستخدام اللغة في التواصل.

## ما المقصود بالذكاء البشري?
يمكن وصف الذكاء البشري بأنه كل ما يلي:
- الذكاء هو شيء يمز به الإ نسان بين المصالح والمفاس

## سمات ومظاهر الذكاء البشري

### في المجموعات
- الذكاء الجمعي
- الذكاء الجماعي

### في الأفراد
- التفكير المجرد
- الإبداع
- الذكاء العاطفي
- الذكاء السائل والمتبلور
- المعرفة
- التعلم
- مرونة الذكاء
- الذاكرة
  - الذاكرة العاملة
- الذكاء الأخلاقي
- حل المشكلات
- زمن التفاعل
- الاستدلال
- الذكاء في إدارة المخاطر
- الذكاء الاجتماعي
  - الاتصالات
- الذكاء المكاني
- الذكاء الروحي
- الفهم
- الذكاء اللفظي
- المعالجة البصرية

## المعزز بالتكنولوجيا
- الذكاء الإنساني

## قدرات الذكاء
- المعرفة والعمليات العقلية
  - الترابط
  - الانتباه
  - الإدراك الحسي
  - الاستبطان
  - الذاكرة
    - الذاكرة الماورائية
    - تمييز الأنماط

  - الإبداع
  - الخيال
  - تكوين المفهوم
    - التصور

  - الاعتقاد
  - الصور الذهنية
  - الاستدلال
    - الاستدلال الإبعادي
    - الاستدلال الاستنباطي
    - الاستدلال الاستقرائي

  - الإرادة
    - الفعل
    - حل المشكلات

  - العاطفة
  - اللغة
  - ما وراء المعرفة

## أنواع الأشخاص، حسب مستوى الذكاء

### أنواع الأشخاص الذين يتسمون بالذكاء العالي
- الطفل النابغة
  - قائمة الأطفال النوابغ
- العبقري
- الموسوعي
  - قائمة الأشخاص الذين اُطلق عليهم اسم "الموسوعي"

### أنواع الأشخاص الذين يتسمون بالذكاء المنخفض
- غبي
- متخلف عقليًا

## نماذج ونظريات الذكاء
- نظرية كاتل-هورن-كارول
- الذكاء السائل والمتبلور
- العامل العام للذكاء
- نسبة الذكاء
- نظرية الذكاءات المتعددة
- نظرية الذكاء الثلاثية
- نظرية باس للذكاء

## عوامل ذات صلة بالذكاء
- تأثير الصحة على الذكاء
- البيئة والذكاء
- الطول والذكاء
- البلدان والذكاء
- تأثير العوامل العصبية على الذكاء
- العرق والذكاء
  - الخلاف حول العرق والذكاء
- التدين والذكاء

## المجالات التي تدرس الذكاء البشري
- علم الوبائيات المعرفي
- تطور الذكاء البشري
- وراثة نسبة الذكاء

### القياس النفسي: قياس الذكاء البشري
- القياس النفسي
  - تأثير فلين
  - الحاصل التعليمي
  - العامل العام
  - وراثة نسبة الذكاء
  - نسبة الذكاء
  - اختبار الذكاء
    - اختبار آمونز السريع
    - اختبار تصميم المكعبات
    - امتحان براكن لقياس الاستعداد للمدرسة
    - اختبار كاتل الثالث غير المتحيز ثقافيًا للذكاء
    - اختبار الاستدلال التصويري (FRT)
    - تاريخ الخلاف حول العرق والذكاء
    - نسبة الذكاء
    - صندوق جنسن
    - بطارية كوفمان لتقييم الأطفال
    - مكعبات نوكس
    - اختبار تصميم مكعبات كوهس
    - مقياس ليتر الدولي للأداء
    - الدراسات الجماعية لمواليد لوثيان
    - اختبار ميلر للمتشابهات
    - اختبار ناجلري للقدرة غير اللفظية (NNAT)
    - امتحان أوتيس-لينون لقياس القدرات المدرسية
    - اختبار بيبودي للمفردات المصورة
    - اختبار متاهات بورتيوس
    - اختبار ريفن للمصفوفات المتتابعة
    - معايير رينولدز للتقييم الفكري
    - مقياس ستانفورد-بينيه للذكاء
    - مقياس وكسلر لذكاء الراشدين
    - مقياس وكسلر لذكاء الأطفال
    - مقياس وكسلر لذكاء الأطفال في مرحلة ما قبل المدرسة
    - اختبار وندرليك
    - اختبارات وودكوك-جونسون للقدرات المعرفية

  - الاختبارات القياسية

## تاريخ الذكاء البشري
- تطور الذكاء البشري
- تاريخ الخلاف حول العرق والذكاء

## مؤسسات الذكاء الإنساني
- جمعيات معيار الذكاء العالي
  - الجمعية الدولية للاستفسارات الفلسفية
  - إنترتل
  - جمعية ميغا
  - جمعية منسا الدولية
  - جمعية بروميثيوس
  - جمعية تريبل ناين

## المطبوعات ذات الصلة بالذكاء البشري
- صحيفة إنتليجانس (Intelligence)

## العلماء والباحثون
- آن أناستازي
- تيموثي بيتس
- روث بينديكت
- ألفريد بينيه
- توماس جيه بوشارد، جونيور
- كريس براند
- كارل بريجهام
- سيريل بيرت
- جون بيسيل كارول
- جيمس ماكين كاتل
- رايموند كاتل
- كاثرين كوكس مايلز
- أندرياس ديميتريو
- دوغلاس كيه ديترمان
- هانز آيزنك
- جيمس آر فلين
- فرانسيس جالتون
- هاورد جاردنر
- هنري إتش جودارد
- روبرت إيه جوردون
- ليندا جوتفريدسون
- جون كورتيس جوان
- أنتوني جريجورس
- جيه بي جيلفورد
- ريتشارد جيه هاير
- ريتشارد هيرنشتاين
- رونالد كيه هوفلين
- ليتا ستيتر هولينجورث
- لويد همفريز
- إيان ديري
- سيمور إتزكوف
- آرثر جنسن
- ليون كامين
- آلان إس كوفمان
- جيمس سي كوفمان
- نادين إل كوفمان
- سكوت باري كوفمان
- جون سي لولين
- ريتشارد لين
- نيكولاس ماكينتوش
- هيلموت نيبورج
- آر ترافيس أوزبورن
- جون سي رافن
- سيسل آر رينولدز
- جيه فيليب راشتون
- ساندرا سكار
- تيودور سيمون
- تشارلز سبيرمان
- هيرمان إتش سبيتز
- ويليام ستيرن (عالم نفسي)
- روبرت ستيرنبرج
- لويس تيرمان
- لي إيه تومبسون
- لويس ليون ثروستون
- إليس بول تورانس
- ليديارد تاكر
- فيليب إيه فيرنون
- ديفيد وكسلر
- فولكمار ويس
- روبرت يركيز

## وصلات خارجية
- This outline displayed as a mindmap, at wikimindmap.com
- APA Task Force Examines the Knowns and Unknowns of Intelligence نسخة محفوظة 19 يوليو 2011 على موقع واي باك مشين. - American Psychologist, February 1996
- The cognitive-psychology approach vs. psychometric approach to intelligence - American Scientist magazine
- History of Influences in the Development of Intelligence Theory and Testing - طوّرها Jonathan Plucker في Indiana University
- The Limits of Intelligence: The laws of physics may well prevent the human brain from evolving into an ever more powerful thinking machine by Douglas Fox in ساينتفك أمريكان, June 14, 2011.

الصحف والجمعيات العلمية
- Intelligence (journal homepage)
- International Society for Intelligence Research (homepage)